# Cannibals with Cutlery
Cannibals with Cutlery is het debuutalbum van de Britse indiefolkrockband To Kill a King.
Het album werd uitgebracht in eigen beheer op 24 februari 2013, nadat dit eind 2012 was aangekondigd op hun blog. Nadat de groep in augustus 2013 tekende bij Xtra Mile Recordings, werd ook beslist dat het album op 7 oktober 2013 opnieuw zou worden uitgebracht onder dat label, ditmaal als een luxe-editie.

## Tracklist
Alle muziek en teksten zijn geschreven door To Kill a King. 
| Nr. | Titel                             | Duur |
| --- | --------------------------------- | ---- |
| 1.  | I Work Nights and You Work Days   | 4:13 |
| 2.  | Cold Skin                         | 3:23 |
| 3.  | Funeral                           | 4:55 |
| 4.  | Wolves                            | 3:49 |
| 5.  | Cannibals with Cutlery            | 0:45 |
| 6.  | Besides She Said                  | 4:31 |
| 7.  | Gasp/The Reflex                   | 3:45 |
| 8.  | Choices                           | 6:31 |
| 9.  | Rays                              | 3:58 |
| 10. | Children Who Start Fires          | 4:36 |
| 11. | Fictional State                   | 4:55 |
| 12. | Family                            | 5:17 |
| 13. | Letters to My Lover the Dylan Fan | 5:41 |

| Nr. | Titel                            | Duur |
| --- | -------------------------------- | ---- |
| 14. | Cannibals with Cutlery (Reprise) | 1:55 |
| 15. | Standing in Front of the Mirror  | 3:05 |
| 16. | We Used to Protest/Gamble        | 4:20 |
| 17. | Howling                          | 4:11 |